# متغير RR القيثارة

موقع متغيرات RR القيثارة على مخطط هرتسبرونغ وراسل

في علم الفلك، متغيرات RR القيثارة (بالإنجليزية: RR Lyrae variable) هي نجوم منتظمة التغير. متغير RR القيثارة تسمية تطلق على أي نجم عادي نابض له فترة تغير قصيرة تتراوح بين 1.5 و 29 ساعة وسعة سطوع قصوى تصل إلى القدر 2. توجد متغيرات RR القيثارة عادة في العناقيد المغلقة.
فترة النبض والقدر المطلق لمتغيرات RR القيثارة يجعلها شموع قياسية جيدة (إضافية) لقياس المسافات إلى المجرات وللأهداف القريبة نسبيا، وخاصة داخل درب التبانة والمجموعة المحلية. أبعد من درب التبانة يصعب اكتشافها بسبب انخفاض لمعانها. وهي تستخدم على نطاق واسع في دراسة العناقيد المغلقة، وتستخدم أيضا لدراسة الخصائص الكيميائية للنجوم القديمة.

## تاريخ
نجوم (RR) القيثارة كانت تسمى سابقا «المتغيرات العنقودية» بسبب ارتباطها القوي (ولكن ليس الحصري) مع العناقيد المغلقة.
سميت هذه الفئة من النجوم المتغيرة نسبة للنموذج الأولى وألمع نجم في هذة الفئة نجم RR القيثارة. وهو نجم متغير في كوكبة القيثارة.
ولقد تم الإبلاغ عن تقلب سطوع نجم RR القيثارة في مطلع القرن 20 من قبل إدوارد بيكيرينغ، بعد اكتشافه من قبل ويليامينا باتون ستيفنز فليمينغ.
ومن 1915 إلى 1930، أصبحت متغيرات (RR) القيثارة مقبولة على نحو متزايد باعتبارها فئة نجوم متميزة عن المتغيرات القيفاوية الكلاسيكية، وذلك بسبب الفترات الأقصر، ومواقعها المختلفة داخل المجرة، والاختلافات الكيميائية. ومتغيرات (RR) القيثارة من جمهرة النجوم الثانية الفقيرة المعادن.

## الخصائص والتصنيف
متغيرات (RR) القيثارة هي نجوم نابضة قديمة من الفرع الأفقي من التصنيف الطيفي A أو F، توقفت عن صهر الهيدروجين وانتقلت من التسلسل الرئيسي. وكانت أسلاف هذة النجوم فقيرة في العناصر الثقيلة، وعلى خلاف النجوم العادية كتل متغيرات (RR) القيثارة تقارب 70٪ كتلة شمسية. وأكثر من 80٪ من جميع المتغيرات المعروفة في العناقيد المغلقة هي من فئة متغيرات (RR) القيثارة.
متغيرات (RR) القيثارة نجوم خافتة ويصعب رصدها في المجرات الخارجية وهي أكثر شيوعا من المتغيرات القيفاوية ولكنها أخفت منها. ولها فترة أقصر، عادة ما تكون أقل من يوم واحد، وتتراوح أحيانا إلى سبع ساعات. ومتغيرات (RR) القيثارة النابضة مشابة لمتغيرات القيفاوية النابضة ولكن طبيعة وتاريخ هذه النجوم يعتقد أنها مختلفة نوعا ما. ويبلغ متوسط القدر المطلق لنجوم (RR) القيثارة حوالي +0.75، تقريبا أكثر سطوعا بحوالي 40 أو 50 مرة من الشمس.
تنقسم نجوم (RR) القيثارة تقليديا إلى ثلاثة أنواع رئيسية، بأتّباع تصنيف سولون ايرفينغ بايلي على أساس شكل منحنيات سطوع النجوم :
- متغيرات RRab وهي الأكثر شيوعا، تشكل 91٪ من جميع نجوم (RR) القيثارة. وبعض متغيرات RRab تظهر تأثير بلاشكو.[8]
- RRc الأقل شيوعا، وتشكل 9٪ من جميع نجوم (RR) القيثارة ولها فترات أقصر.
- RRd وهي نادرة تشكل ما بين <1٪ و 30٪ [9] من نجوم (RR) القيثارة

## التطورات الأخيرة
حدد مرصد هابل الفضائي العديد من نجوم (RR) القيثارة المرشحة في العناقيد المغلقة في مجرة المرأة المسلسلة وقام بقياس المسافة إلى هذة النجوم.
ووقد وفر مرصد كيبلر الفضائي تغطية واسعة لحقل واحد مع بيانات ضوئية دقيقة. وكانت نجوم (RR) القيثارة في مجال رؤية كبلر .
ومن المتوقع أن توفر وتحسن مهمة غايا إلى حد كبير المعرفة حول نجوم (RR) القيثارة من خلال توفير معلومات طيفية متجانسة لعدد كبير من جمهرة هذة النجوم.

## اقرأ أيضا
- نجم متغير شبة منتظم
- آر آر ليراي
- الشلياق الاحمر

## روابط خارجية
- APOD M3: Inconstant Star Cluster four-frame animation of RR Lyrae variables in globular cluster M3
- Animation of RR Lyrae-Variables in globular cluster M15 نسخة محفوظة 6 فبراير 2012 على موقع واي باك مشين.
- Animation with the variable stars RR Lyrae in the center area of the globular cluster M15
- RR Lyrae stars
- AAVSO Variable Star of the Season - RR Lyrae
- OGLE Atlas of Variable Star Light Curves - RR Lyrae stars